# Alpinista social
Alpinista social é um termo que se refere a indivíduos que investem em relacionamentos com pessoas de maior poder aquisitivo com o objetivo de chegar às classes sociais mais altas.
Alpinista social é um termo considerado depreciativo que denota alguém que busca destaque social por meio de comportamento agressivo, bajulador ou obsequioso.